# Dominatrix Augusta
Dominatrix Augusta é um bar-restaurante localizado na Rua Fernando de Albuquerque, 171, Consolação, São Paulo. O bar é famoso por proporcionar práticas de BDSM em seu estabelecimento. Foi aberto em 2013 pelo costureiro e performer Heitor Werneck. O bar promove festas temáticas, programações especiais, comédia stan-dup e workshops.
Uma vez ao mês, o grupo de discussão entre mulheres submissas em práticas de sadomasoquismo, Belas da Tarde, se reunem no bar. O grupo foi iedalizado por Lady Sílvia e Harleen de Jack Napier, tendo como inspiração o filme A Bela da Tarde (1967).